# Кніттельсгайм
Кніттельсгайм (нім. Knittelsheim) — громада в Німеччині, розташована в землі Рейнланд-Пфальц. Входить до складу району Гермерсгайм. Складова частина об'єднання громад Бельгайм.
Площа — 6,37 км2. Населення становить 1045 ос. (станом на 31 грудня 2020).